# Præsteindberetningerne til Ole Worm
Præsteindberetningerne til Ole Worm er de lokalhistoriske og arkæologiske meddelelser som Danmarks præster efter et missiv af 11. august 1622 i løbet af 1620'erne og 1630'erne sendte ind til oldforskeren og samleren Ole Worm.

## Optakt
Der var tidligt i Danmarks historie interesse for de danske runestene og forsøg på at indsamle viden om dem. Fx havde Anders Sørensen Vedel været optaget af dem. Også i 1586 hvor Caspar Markdanner til Rønninge Søgård på Fyn havde fået Jellingstenen udgravet og opstillet. Det blev beskrevet af Henrik Rantzaus i 1591.
Svenskeren Johan Buræus' værk Runakänslanäs läräspan (Uppsala 1599) om de svenske runestene havde givetvis også vakt stor interesse i Danmark.
Med denne inspiration fik Ole Worm, med kansler Christen Friis' støtte, udarbejdet det missiv af 11. august 1622 under kong Christian 4.s underskrift, som påbød bisperne at beordre deres sognepræster til at indsamle viden om runestene og andre historiske og arkæologiske sager i deres sogne.

## Missivet af 11. august 1622
Missivets introduktion lyder:
| Citat                                            | Wor gunst tillforn. Wy bede Eder och wille, at I Eders mueligste flid ahnwender allewegne wdj Eders stigt att opsøge och antegne alle slags antiquiteter och documenter effter medfølgende fortegnelsis indhold, och att I saadanne med flid lader optegne och engang inden Paaske førstkommendis wdj wortt cantzelie lader indleffuere. Dermed skie wor willghe. Befalendis Eder Gud. Skreffuit paa wortt [slott] Kiøbenhaffn, den 10. augusti anno 1622. Vnder vort signett. Christian. | Citat |
| Præsteindberetninger til Ole Worm, bind I, s. XI | |       |

Derefter følger seks punkter, som specificerer hvordan arbejdet skal foregå. Først og fremmest skal arkiverne og lærde mænd i stifterne gennemgås for viden om fortiden. Alle runeindskrifter, uanset det materiale som de er skrevet på, skal aftegnes. Desuden skal alle andre former for "antikviteter" og gamle levn beskrives. Derefter kræves en fyldig beskrivelse af sognenes sammensætning, antal og placering af gårde, de geografisk forhold osv.

## Modtagelsen
| Citat | Østen fra kircken vdi heeden er en stor høy, kaldis Møgellhøy, oc imellom den oc Grønhøy er en hull i jorden, som en jordkielder, den er lenger end den er bred, som it menniskes graff, kostelige met stene paa alle sider besat oc kaldis Kielkyck. | Citat |
| Uddrag fra Christen Jensens fyldige indberetning om Sønder Borris og Faster (Præsteindberetninger II, s. 166) | |       |

Det er ikke til at vide, hvor mange af præsterne der svarede. Men da det var overladt bisperne at videregive missivet til præsterne, og da der var stor forskel på hvor alvorligt de tog sagen, er der store huller i indberetningerne. Desuden er bisparkiverne som oftest meget dårligt bevarede, fx forsvandt Sjællands stift bispearkiv totalt, da bispegården brændte ved Københavns brand 1728.
Indberetningerne kom i to perioder. Den første, som var svaret på missivet af 11. august 1622 er blevet indberettet 1623-1625 og indeholder svar fra Lunde, Fyns og Århus stifter. Den anden omgang er en serie indberetninger fra 1638-1639 fra Ribe og Ålborg stifter, som sandsynligvis er en følge af en senere forespørgsel, som ikke kendes. Denne anden serie af indberetninger adskiller sig på nogle punkter fra de første, blandt andet er beskrivelserne af sognene og de enkelte gårde langt fyldigere end i de første.
I dag kendes ingen indberetninger fra Sjællands og Viborg Stifter.

## Svarene
| Citat                                                                           | Svinninge Wdj Suinninge sogen il Gudme herritt er inthett, som ieg enthen siellff veed eller kand Vdspørge aff nogen sandferdig her vdj sognet | Citat |
| Bendix Hansen, wuerdig sogneprest till Suinning (Præsteindberetninger I, s. 126 | |       |

Da det har været op til den enkelte præst at besvare forespørgslen svinger kvaliteten stærkt i svarene. Nogle er meget fyldige og lærde beskrivelser, andre er blotte stikord, mens andre måske aldrig har svaret.
De fleste svar er kun mangelfuldt gået ind på beretninger om runer og runesten, mens spørgsmålene om historiske og filologiske forhold ofte er langt fyldigere besvaret.
Det lader ikke til, at Ole Worm selv nåede at gøre ordentlig brug af besvarelserne. Selv om han i sin bevarede korrespondance stadig beskæftigede sig med at få viden om disse sager, foreligger der ikke noget konkret værk med gennemarbejdede resultater i dette felt fra hans hånd.
Der foreligger desuden i den arnamagnæiske samling tre indberetninger fra Norge fra hhv Bjørgvin Stift 1626, Aggershus Stift 1627 og Stavanger Stift 1639. Det anslås på grund af deres meget forskellige udformning fra de danske at de ikke kan sættes i forbindelse med missivet af 11. august.
I 1807 blev et lignende projekt indledt, idet Oldssagskommissionen – det senere danske Nationalmuseum – udgav en lignende opfordring. Den findes trykt på forlaget Wormanium 1995-1998.

## Indberetningernes senere skæbne
På trods af missivets ordlyd, om at indberetningerne skulle indleveres til Danske Kancellis arkiv, er det nok aldrig sket. De fleste indberetninger har ligget i private arkiver rundt om i Danmark, og har sikkert lidt højst forskellige skæbner. Først i perioden 1894 – 97, hvor der skete de grundlæggende afleveringer af arkivmateriale fra det Kongelige Bibliotek og Københavns Universitetsbibliotek til Rigsarkivet, er de fleste af indberetningerne kommet hertil.
Fra 1779 fik historikeren Peter Frederik Suhm udgivet de fleste af indberetningerne fra 1623-25 i storværket Samlinger til den danske Historie. De var som oftest forkortede, og med udeladelser af flere ting som benævntes "overtroiske".
I løbet af 1800-tallet blev flere enkelte indberetninger udgivet, således indberetningerne fra Fuglse på Lolland i 1811, Vardes beskrivelse i 1839, og i 1874 udgaves i tidsskriftet Danske Samlinger indberetningerne fra Ribe stift, Århus stift og Vends Herred. Alle med visse udeladelser.
I 1934 udgav den svenske filolog John Tuneld indberetningerne fra Skåne og Blekinge i en manuskripttro og kommenteret komplet udgave. Det var de første indberetninger, der blev udgivet i en brugbar videnskabelig udgave.
De andre danske indberetninger blev udgivet i to bind i 1970 og 1974 i værket Præsteindberetninger til Ole Worm ved Frank Jørgensen på Landbohistorisk Selskab.